# Глауберман, Абба Ефимович
Абба Ефимович Глауберман (до 1950 года — Аба Ефимович; 11 ноября 1917, Варшава — 12 июня 1974, Одесса) — советский физик-теоретик, доктор физико-математических наук, профессор.

## Биография
Родился 11 ноября 1917 года в Варшаве, в семье инженера Ефима Яковлевича Глаубермана (1891—?) и Татьяны Абовны Глауберман (1897—?). В 1918 году семья переехала в Одессу. В 1925 году снялся в роли раненного мальчика в фильме Сергея Эйзенштейна Броненосец «Потёмкин».
В 1939 году окончил физико-математический факультет Одесского государственного университета, был оставлен в аспирантуру и одновременно работал ассистентом кафедр молекулярной и теоретической физики.
В 1941 году А. Е. Глауберман пошёл на фронт, служил в 253-й стрелковой дивизии, младший лейтенант; принимал участие в боевых действиях, попал в плен, избежал расстрела, выдав себя за турка. В 1943 году бежал, выпрыгнув на ходу из эшелона, перевозившего пленных на принудительные работы в Германию; принимал участие в партизанском движении в Белоруссии, командир отделения разведки в отряд К. С. Заслонова. Награждён медалью «Партизану Великой Отечественной» войны II степени (1945). Демобилизован в октябре 1944 года. Младший брат Иосиф Ефимович Глауберман (1924—1943) погиб 10 января 1943 года в боях под хутором Вертячий Городищенскогой района Сталинградской области.
В 1944—1946 годах — старший преподаватель физики Гидрометеорологического института Главного управления гидрометеослужбы Красной Армии в Одессе. С 1946 году учился в аспирантуре при кафедре теоретической физики Ленинградского политехнического института (научный руководитель Я. И. Френкель). Диссертацию «Теория поверхностного натяжения металлов» защитил в 1948 году, после чего был направлен во Львовский университет. До 1948 года работал старшим преподавателем кафедры экспериментальной физики, с 1949 года — старший преподаватель кафедры теоретической физики, в 1949—1958 годах — доцент той же кафедры. В 1953—1957 годах — декан физического факультета.
В 1957 году защитил докторскую диссертацию по теме «Некоторые вопросы кинетической теории систем взаимодействующих частиц» и с 1958 года — профессор кафедры теоретической физики. В том же году возглавил вновь созданную кафедру физики твёрдого тела (ФТТ). В 1963 году от кафедры ФТТ отделилась кафедра рентгенометаллофизики, а в 1964 году кафедра ФТТ разделилась на две кафедры: физики полупроводников и теории твёрдого тела. Последнюю А. Е. Глауберман возглавлял до 1966 ггода.
В 1966 году семья вернулась в Одессу, где А. Е. Глауберман занял должность директора научно-исследовательского института физики Одесского государственного университета.
Умер 12 июня 1974 года.

## Семья
Сын — Михаил Абович Глауберман (род. 1945), физик, кандидат физико-математических наук, автор монографии «Биполярные магниточувствительные структуры и датчики на их основе: теория и практика».

## Научная деятельность
Научные интересы А. E. Глаубермана касались проблем квантовой теории твёрдого тела и статистической теории конденсированных систем; построения квантово-электронной теории поверхностного натяжения металлов и бинарных металлических сплавов; усовершенствования теории поверхностной энергии ионных кристаллов; вопросов теории контакта металл-полупроводник или металл-диэлектрик во внешнем электрическом поле, выяснения одного из механизмов так называемого эффекта Пуля, построения новой формы общего метода узловых элементарных возбуждений в неметаллических кристаллах; теории полупроводников во внешних полях; теории полупроводников в жидком состоянии.
А. Е. Глауберману принадлежат исследования Х-центров в щёлочно-галоидных кристаллах. В частности под его руководством велись исследования люминесцентных, магнитооптических, фотоэмиссионных свойств кристаллов с квазиметаллическими центрами (КМЦ). Теория КМЦ нашла применение в объяснении структуры центров скрытого изображения в фотографии.
Начиная с 1951 года выполнил цикл работ, посвящённых вопросам статистической физики и теории электролитов. В течение 1953—1958 годов опубликовал ещё ряд статей, посвящённых исследованию статистических функций распределения молекул, теории электронных спектров конденсированных систем. Из результатов этого периода выделяются решение цепочки уравнений Боголюбова до функций распределения многочастичных систем в случае потенциала, который учитывает силы отталкивания на малых расстояниях между ионами; построение теории систем с нецентральным законом взаимодействия частиц; разработка, совместно с И. Р. Юновским, метода вычисления высших приближений по концентрации для бинарной функции распределения классических систем заряжённых частиц, который был использован для построения теории концентрированных растворов сильных электролитов.
Отдельно следует отметить работы по исследованию структуры простых жидкостей. Первые исследования в этой отрасли относятся к концу 1940-х — началу 1950-х годов. Глауберман обобщил известную формулу Дж. Принса для радиальной функции распределения путём учёта, кроме «размытия» координационных сфер кристаллов за счёт статистического разброса положений равновесия атомов жидкости, ещё размытия, связанного с тепловым колебанием атомов. Под руководством Глаубермана в 1956 году начато выполнение работ по заказу Всесоюзного научно-исследовательского института геофизики (Москва), направленных на разработку вопросов, связанных с разведкой и эксплуатацией месторождений нефти. Основное внимание было уделено теории нейтронного каротажа. Суть её состоит в том, чтобы установить связь между потоком нейтронов, которые регистрируются, и характером горных пород, которые окружают скважину. В теории нейтронного каротажа метод групп впервые использовал А. Е. Глауберман совместно с И. И. Тальянским. Большой интерес проявлял А. Е. Глауберман также к физике полупроводников. Он был инициатором выращивания и исследования важного класса полупроводниковых кристаллов.
Значителен вклад А. Е. Глаубермана и его школы в развитие многоэлектронной теории конденсированных систем. Он сделал шаг вперёд в многоэлектронной теории жидких полупроводников. Весомым достижением было построение формализма, который основывается на использовании операторов узловых возбуждений, которые предложил Абба Ефимович совместно с И. В. Стасюком и В. В. Владимировым. Эта теория изложена также в учебнике А. Е. Глаубермана «Квантова механіка». В кругу научных интересов А. Е. Глаубермана всегда были также проблемы, связанные с влиянием на кристаллы таких внешних факторов, как примеси, электрические и магнитные поля. Из работ одесского периода следует отметить также работы А. Е. Глаубермана по теории генерации электронным пучком экситонов и спиновых возбуждений, воздействия фононной подсистемы на вероятность образования собственных точечных дефектов в неметаллических кристаллах (совместно с В. А. Федориным).
А. Е. Глауберман был прекрасным лектором, автором двух учебников и нескольких учебных пособий. В западном регионе Украины в послевоенные годы образовались три большие физические школы: Львовская, Черновицкая, Ужгородская. Большая заслуга в создании Львовской школы принадлежит Аббе Ефимовичу Глауберману, который отдал много творческих сил для развития физической науки.

## Работы
- К теории туннельных переходов электронов в кристалах / А. Е. Глауберман, И. И. Тальянский // Журн. эксперим. и теор. физики. — 1967. — Т. 53, № 5 (11). — С. 1678—1689
- Теория осциллярного эффекта в спектрах поглощения квазиметаллических центров в ионных кристалах / А. Е. Глауберман, В. М. Адамян // Физика тверд. Тела. — 1969. — Т. 11, вып. 7. — С. 1910
- Generation of the Exciton-Impurity Complex by Fast Electrons / A. E. Glauberman, A. V. Pundik, S. V. Kozptskii, M. A. Ruvinskii // Phys. stat. sol. — 1969. — Vol. 32. — P. 61
- Фізика атома та квантова механіка: Навч. посібник / А. Ю. Глауберман, Л. О. Манакін. — К.: Вища шк., 1972. — 291 с.